# Daniel Hubmann

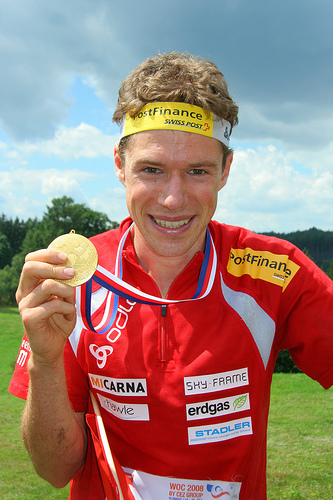
Daniel Hubmann mit der Goldmedaille bei den Orientierungslauf-Weltmeisterschaften 2008

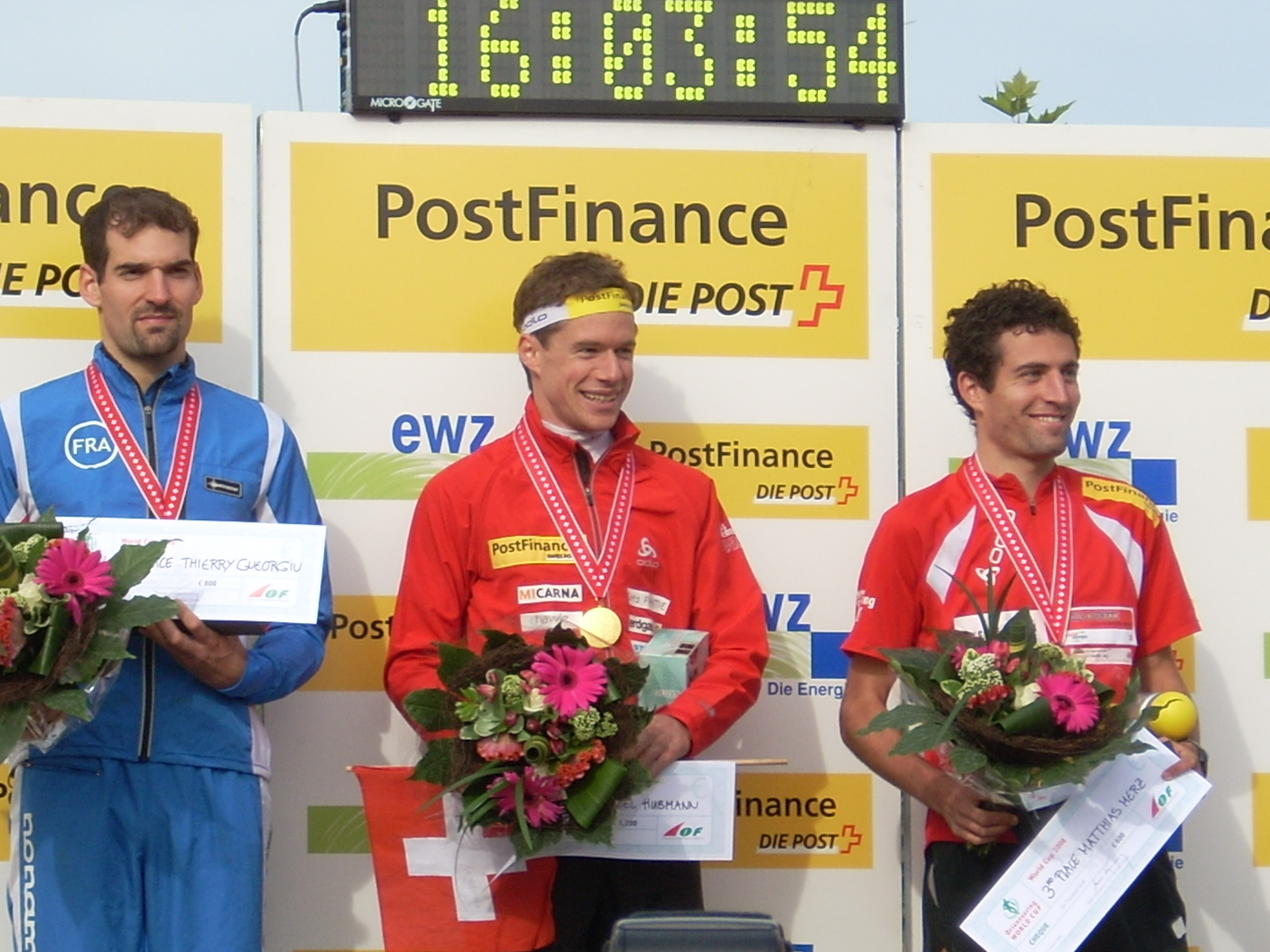
Daniel Hubmann (Mitte), Sieg Gesamtweltcup 2008

Daniel Hubmann (* 16. April 1983 in Eschlikon) ist ein Schweizer Orientierungsläufer.
Hubmann gilt als der erfolgreichste Schweizer Orientierungsläufer. Er ist gelernter Schreiner und seit 2007 professioneller Orientierungsläufer. Bekannt wurde er vor allem durch seinen Doppelsieg an den Junioren-Weltmeisterschaften (JWOC) im Jahre 2002. Die Stiftung Schweizer Sporthilfe zeichnete ihn daraufhin als Nachwuchsathleten des Jahres 2002 aus. Er wurde viermal zum Thurgauer Sportler gewählt, bevor er 2015 im Kanton Thurgau als Sportlegende ausgezeichnet wurde. Zu seinen grössten Erfolgen zählen die sechs Gesamtweltcupsiege (2008 bis 2011, 2014 und 2015), die Weltmeistertitel über die Langdistanz 2008 und 2009, die Weltmeistertitel im Sprint 2011, 2017 und 2018 sowie jener über die Mitteldistanz 2015. Mit dem Riss der Achillessehne im Jahre 2012 hatte Hubmann aber auch schwierige Zeiten zu bewältigen.

## Sportliche Laufbahn
- Seit 1994 Mitglied der OL Regio Wil
- 1992–1996 Jugendriege TV Eschlikon (inkl. Leichtathletik)
- 1996–2003 Regionales OL-Nachwuchskader NOS
- 2000–2003 Nationales Juniorenkader
- 2003 Sportler-Rekrutenschule, Schweizer Armee
- seit 2004 Nationalkader (seit 2005 A-Kader)
- seit 2007 Orientierungslauf-Profi.

## Auszeichnungen
- Schweizer Nachwuchsathlet des Jahres 2002
- Thurgauer Sportler der Jahre 2002, 2008, 2010 und 2011
- Thurgauer Sportlegende

## Vereine
- OL Regio Wil
- OK Kristiansand, Norwegen (2008–2015)
- Koovee, Finnland (2016–2020)
- ol norska, Schweiz (2021–)

## Erfolge
- 2004:
  - Weltmeisterschaften Schweden: 9. Sprint, 9. Staffel
  - Weltcup: 11. Gesamtrang, 3 Podestplätze
- 2005:
  - Weltmeisterschaften, Aichi/Japan: 2. Sprint, 3. Staffel
  - World Games Duisburg: 2. Einzel, 1. Mixed-Staffel
  - Gesamtweltcup: 3. Gesamt, 2 Weltcupsiege
- 2006
  - Weltmeisterschaften, Aarhus/Dänemark: 2. Sprint
  - Europameisterschaften, Otepää/Estland: 2. Langdistanz
  - Gesamtweltcup: 2. Gesamtrang, 5 Podestplätze
- 2007
  - CISM Kroatien: 1. Lang, 2. Staffel, 3. Mittel
  - Weltmeisterschaften Ukraine: 4. Sprint, 5. Staffel, 7. Mittel
  - Streckenrekord beim Halbmarathon des Frauenfelder Marathons (1:05:58)[1]
  - Gesamtweltcup: 3. Gesamtrang, 2 Podestplätze
- 2008
  - Europameisterschaften Lettland: 2. Sprint, 2. Lang, 2. Staffel, 4. Mittel
  - Weltmeisterschaften Olmütz/Tschechien: 1. Lang, 2. Sprint, 3. Staffel, 4. Mittel
  - Gesamtweltcup: 1. Gesamtrang, 3 Siege
- 2009
  - Weltmeisterschaften Miskolc/Ungarn: 1. Lang, 1. Staffel, 2. Mittel, 3. Sprint
  - Gesamtweltcup: 1. Gesamtrang, 3 Siege
- 2010
  - Europameisterschaften Primorsko/Bulgarien: 1. Lang, 2. Sprint, 3. Mittel
  - Weltmeisterschaften Trondheim/Norwegen: 3. Mittel, 3. Staffel
  - Gesamtweltcup: 1. Gesamtrang, 3 Siege
- 2011
  - Weltmeisterschaften Savoie/Frankreich: 1. Sprint
  - Gesamtweltcup: 1. Gesamtrang, 2 Siege
- 2012
  - Europameisterschaften Falun/Schweden: 3. Sprint
- 2014
  - Weltmeisterschaften Asiago/Italien: 2. Sprint, 2. Langdistanz, 2. Staffel
  - Europameisterschaften Palmela/Portugal: 1. Lang, 1. Mittel, 4. Sprint
  - Gesamtweltcup: 1. Gesamtrang, 5 Siege
- 2015
  - Weltmeisterschaften Inverness/Schottland: 1. Mittel, 1. Staffel, 2. Lang, 6. Sprint
- 2017
  - Weltmeisterschaften Tartu/Estland: 1. Sprint
- 2018
  - Weltmeisterschaften Riga/Lettland: 1. Sprint, 2. Mitteldistanz, 2. Staffel 2019
- 2019
  - Weltmeisterschaften Norwegen: 3. Rang Langdistanz
- 32 Weltcupsiege
- 38-facher Schweizer Meister